# Belothrips morio
Belothrips morio är en insektsart som beskrevs av Reuter 1899. Belothrips morio ingår i släktet Belothrips och familjen smaltripsar. Arten är reproducerande i Sverige. Inga underarter finns listade i Catalogue of Life.